# Сульо Отля
Сюлейман Асипи Сюлеймани, по-известен като Сульо Отля (на албански: Sulejman Asipi Sulejmani, Sulë Hotla; на македонска литературна норма: Суљо Отља), е албански националистически лидер, сътрудник на българските власти по време управлението във Вардарска Македония и по време на Първата и по време на Втората световна война, военен лидер на Бали Комбътар, оглавил въоръжената съпротива на организацията срещу комунистическите части в Скопска Църна гора.

## Биография

### Ранни години
Роден е през 1875 година в църногорското село Отля. Баща му умира млад и Сульо се жени в Глажня. В 1916 година, по време на българската окупация на Кумановско през Първата световна война, влиза в четата на ВМОРО, начело с Кръстьо Лазаров, за да защитава албанското население от сръбски паравоенни формирования.

### В Кралство Югославия (1918 – 1941)
След края на войната Вардарска Македония е върната на Сърбия и в 1922 година Сульо отново става нелегален за около половин година в Скопска Църна гора, като седалище му село Брест. Заловен е от властите, осъден и затворен в Кумановския затвор, откъдето се опитва да избяга. След излизането си от затвора, в 1927 година е избран за кмет на община Матейче, в която влизат повечето села на кумановската част на Скопска Църна гора, като остава на поста до разгрома на Кралство Югославия в 1941 година.

### Българско управление (1941 – 1944)
По време на българско управление в Македония, българските власти го назначават за началник на полицейското управление в Матейче. Отново под ръководството на Кръстьо Лазаров Сульо оглавява контрачета за борба с комунистическите партизани в областта, в която влизат само албанци - 20 от Матейче и 10 от други църногорски албански села. Основна опора на Отля отново е село Брест. Сульо Отля заедно с Мула Дула от Отля поддържа връзки с други албански лидери в Църна гора, Прешевско, Косово и Албания - Джемо Гостивари, Мефаил Заязи, Мула Идриз Гиланин, Ибрахим Келмендин, Гьон Серечин, Ферат Драган, Авдил Дурън, Хисен Търпезън, и започва организирането на националистически настроените албанци в Църна гора за съпротива на комунистическите части. Работи в тясно сътрудничество с военните сили на Втората призренска лига, ръководени от Джафeр Дева. В началото на 1944 година е избран да оглавяви единиците на Бали Комбътар в Кумановско.

### В Комунистическа Югославия (1944 – 1947)
След оттеглянето на българските части от Вардарска Македония през септември 1944 година в Шар над Тетово се провежда голяма среща на албански националистически лидери, на която присъства Отля, както и Джемо Гостивари, Ариф Капетани, Юсуф Кулику, Кадри Салиу, Шехап Селими, Гаюр Дерала, Афъз Джемил Ефенди, Мула Абаз Абази, Идриз Църцъри. На срещата е решено да се създаде доброволческа армия за защита на албанските земи. Командващ на силите на Бали Комбътар е избран Джемо Гостивари, а за негов заместници Мефаил Заязи от Кичево и Ариф Капетани от Тетово. За командващ в Църна гора е назначен Отля, а за Качанишко – Абдил Дура и Исмаил Ходжа
По инициатива на Отля в Матейче се провежда голяма албанска сбирка, на която присъстват 2000 души, сред които Али Сила, Мула Хайдари, Мула Дула, Иляз Ходжа, Ферет Ефенди, Джемал Ходжа, Дестан Куманова, Рамадан Кязими и други. На конгреса Мула Дула е избран за заместник-префект префектура Матейче, Сульо Отля за командир на въоръжените сили, а Мула Хайдари от Оризари за политически комисар, със задачата да снабдява частите с храна и оръжие.
Частите на Сульо участват в сраженията за Скопие. От септември до средата на ноември албанските сили, наброяващи около 3600 войници, успяват да отблъснат всички военни атаки на 16-а и 17-а бригада на Кумановската партизанска дивизия. През втората половина на ноември и декември 1944 година комунистическите части успяват да изтласкат балистите от Църна гора.
На 17 декември 1944 г. в прешевското църногорско село Забринце се събират 1000 албанци и е създаден Щаб на албанската съпротива в Източно Косово, под, под ръководството на Мула Идриз, който бе избран за командир на силите на албанските доброволци. За секретар е избран Мухарем Фейза, за заместник-командир Сила Забриница, а за командири Шефки Десивойца, Айет Райнца, Лам Брезница, Айет Косовица, Джеладин Курбалия, Лота Ваку, Ходжа Липовица, Фаик Таири и Сульо Отля. Отля е подчинен на Мула Идризи и префектура Гниляне на Щаба. Батальонът на Отля контролира албанските села около Скопие - Света Петка, Барово, Чифлик, Нерези, Крушопек, Гърчец, Шишево, селата в Дервента, и северните скопски села Блаца, Никищане, Люботен, Танушевци, Бразда, Малино, Грушино и селата в Църна гора.
На 15 – 16 август Отля участва на III конгрес на Бали Комбътар в Танушевци, на който присъстват 20 командири – Хасан Търпеза, Адел Главица, Ибрахим Келеменди, Луан Гаши, Тефик, Танишеци, Дин Ходжа, и който решава да смени компрометираното име на организацията на Движение на освобождение на албанските земи.
В края на 1945 година, след среща с професор Ибрахим Келеменди, Сульо Отля се включва в Албанското национално демократично движение, оглавявано от Гьон Серечи и разчитащо на западна и конкретно британска намеса за запазване на Обединена Албания. След две срещи на скопския ръководител на АНДД с Отля в Димце и с Мула Хайдари в Скопие, в края на октомври 1945 година е формиран кумановски комитет на АНДД, оглавен от Отля. Комитетът се събира в Оризарци – Сульо Отля с другарите му Ещреф и Дестан, Мула Хайдари, Хафуз Сали Амети, Мула Селвери, Сами Шабедини, Али Али, Зия Шабедини и Челеби Сюлеймани.
Сульо Отля е заловен от ОЗНА след предателство в Пелистер при опит да премине в Гърция. Екзекутиран е на 11 октомври 1947 година. Всичките му имоти в Отля, Лопате и Никущак са конфискувани.